# Vif
Vif is een gemeente in het Franse departement Isère (regio Auvergne-Rhône-Alpes). De plaats maakt deel uit van het arrondissement Grenoble. Vif telde op 1 januari 2022 8.557 inwoners. 

## Geografie
De oppervlakte van Vif bedroeg op 1 januari 2022 28,3 vierkante kilometer; de bevolkingsdichtheid was toen 302,4 inwoners per km². De gemeente maakt deel uit van de agglomeratie Grenoble.

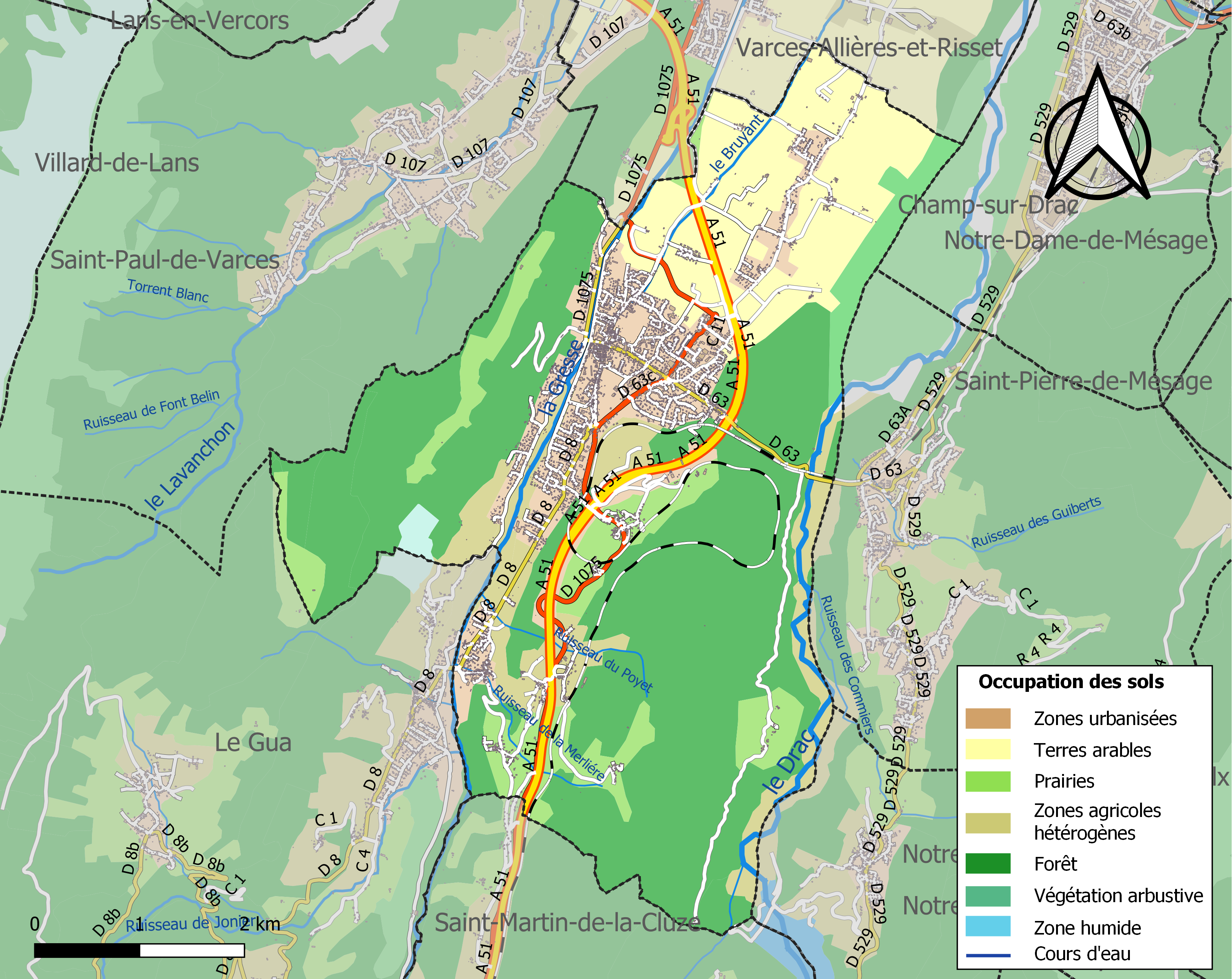
Kaart van de gemeente met de belangrijkste infrastructuur, bodemgebruik en omliggende gemeenten

## Verkeer en vervoer
In de gemeente ligt spoorwegstation Vif.

## Demografie
Onderstaande figuur toont het verloop van het inwonertal (bron: INSEE-tellingen).

## Sport
Vif is één keer etappeplaats geweest in wielerkoers Ronde van Frankrijk. Op 24 juli 2025 startte er de door de Australiër Ben O'Connor gewonnen koninginnerit naar de Col de la Loze.

## Afbeeldingen

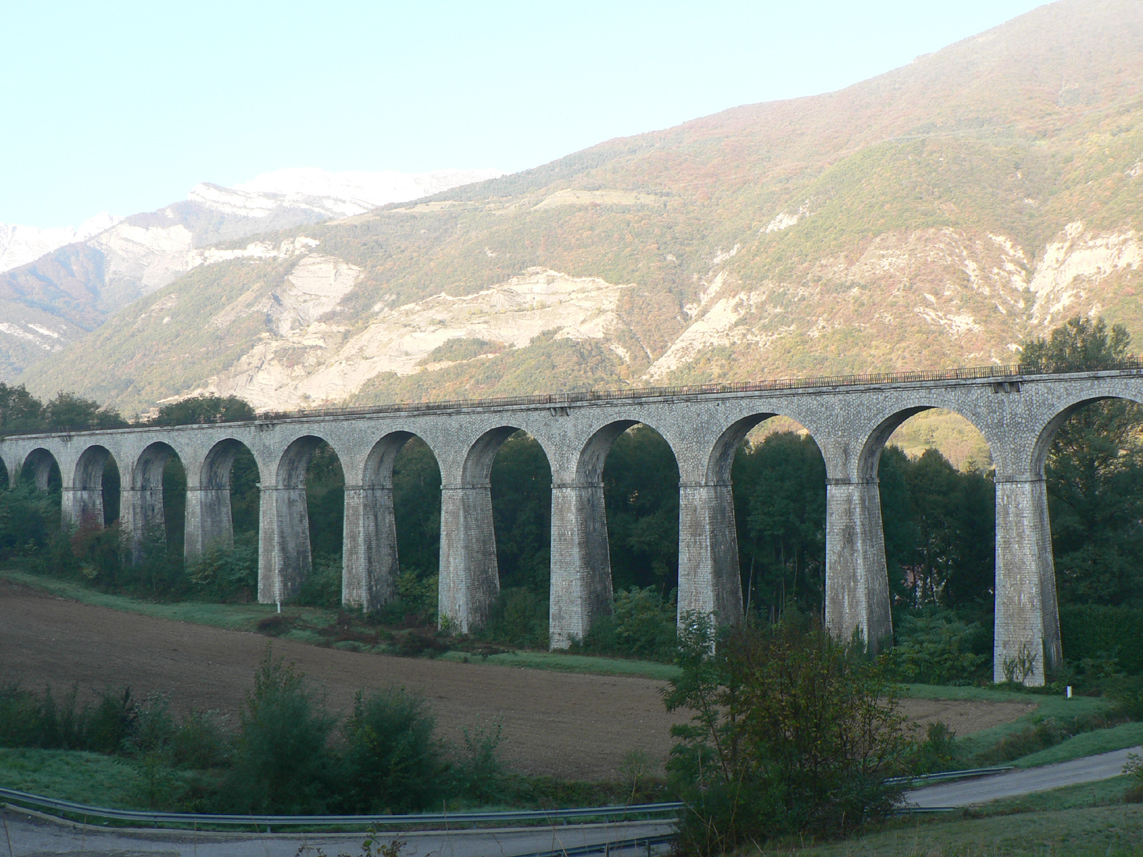
Spoorwegviaduct
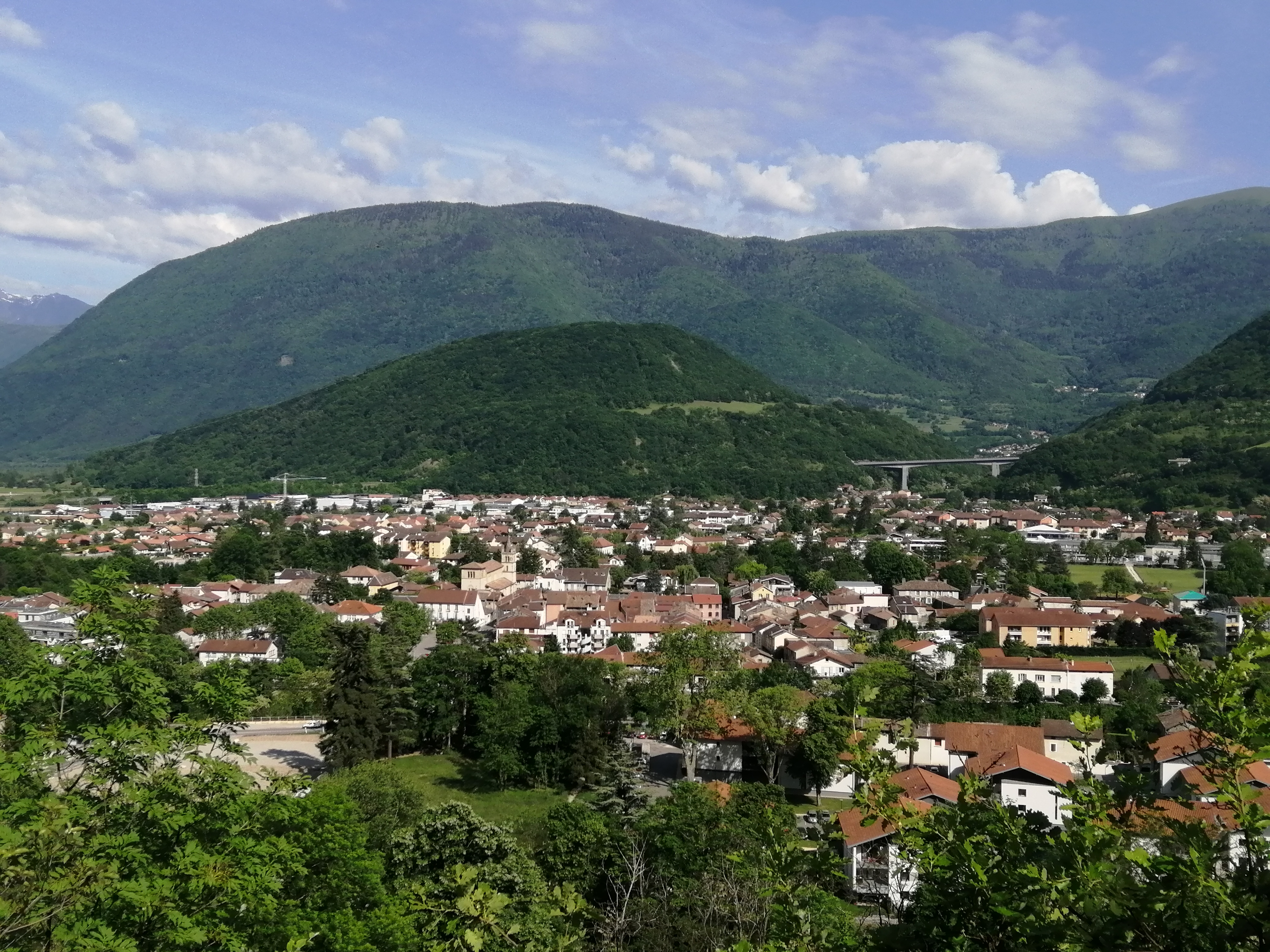
Gezicht op Vif
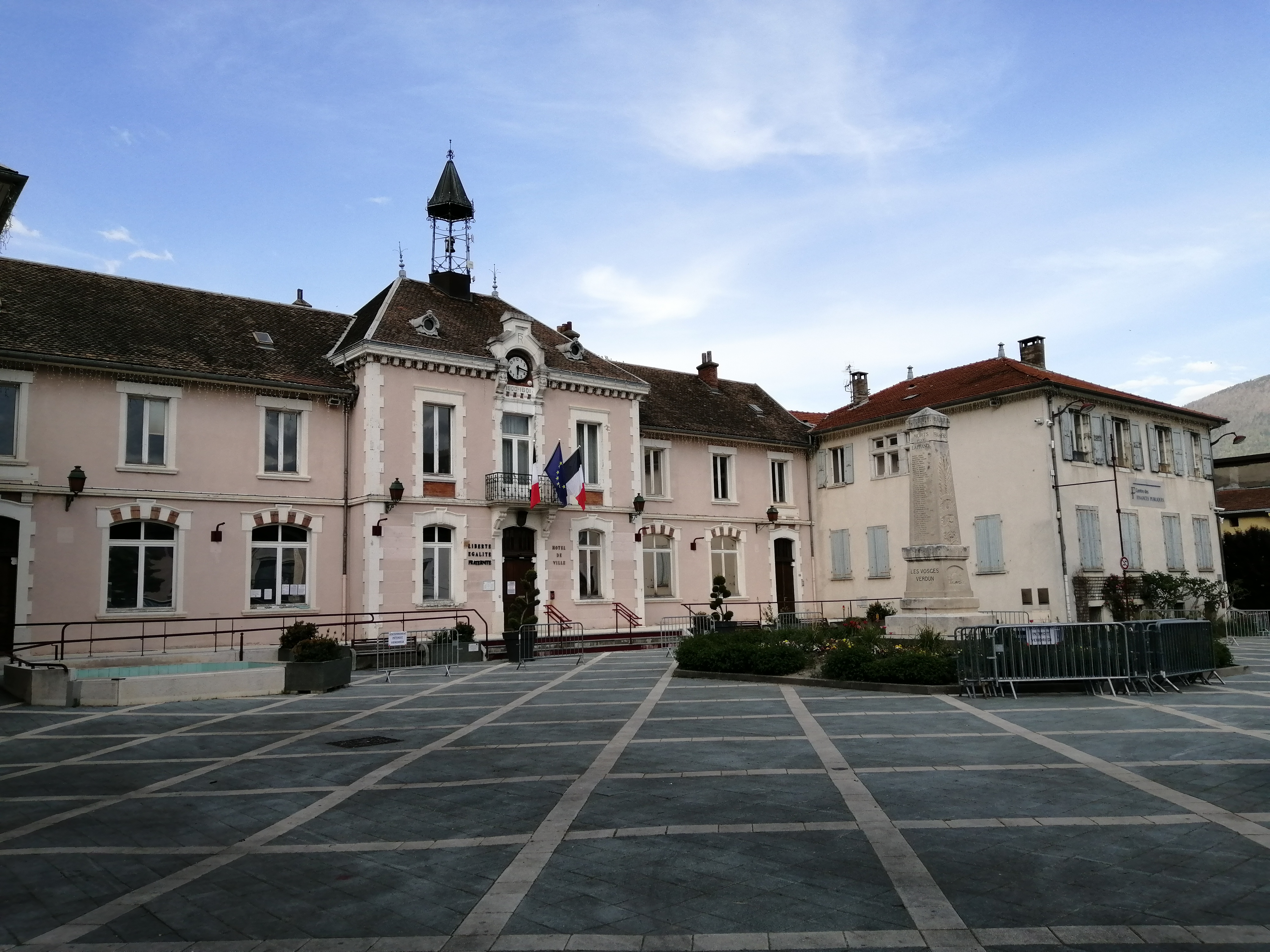
Gemeentehuis